# Pour une poignée de fromage
 (juillet 2020).
Pour plus de détails, voir Fiche technique et Distribution.
Pour une poignée de fromage (Kiss Me Cat en anglais) est un cartoon américain Looney Tunes de 1953 réalisé par Chuck Jones mettant en scène Marc-Antoine et Pussyfoot. 